# Цумеб
Цу́меб (англ. Tsumeb, нем. Tsumeb, гереро: Okavisume, нама: Kaitsumeb) — город в Намибии.

## География
Рудный город Цумеб расположен на севере Намибии, в 400 километрах к северу от столицы страны Виндхука. Вместе с городами Отави и Гротфонтейн, Цумеб лежит в так называемом «треугольнике Отави», высокоразвитом сельскохозяйственном районе в горах Отави с высоким уровнем осадков (в Цумебе — около 550 мм). До августа 2008 года Цумеб был административным центром намибийской области Ошикото.

## Климат
| Показатель                    | Янв. | Фев. | Март | Апр. | Май  | Июнь | Июль | Авг. | Сен. | Окт. | Нояб. | Дек. | Год  |
| ----------------------------- | ---- | ---- | ---- | ---- | ---- | ---- | ---- | ---- | ---- | ---- | ----- | ---- | ---- |
| Средний суточный максимум, °C | 31,1 | 30,0 | 29,3 | 28,7 | 26,8 | 24,3 | 24,6 | 27,5 | 31,7 | 33,4 | 32,4  | 31,8 | 29,3 |
| Средняя температура, °C       | 24,8 | 23,9 | 23,2 | 21,8 | 18,8 | 16,2 | 16,2 | 18,9 | 23,4 | 25,9 | 25,4  | 25,1 | 22,0 |
| Средний суточный минимум, °C  | 18,5 | 17,9 | 17,0 | 14,9 | 10,8 | 8,1  | 7,8  | 10,3 | 15,1 | 18,4 | 18,4  | 18,4 | 14,7 |
| Норма осадков, мм             | 131  | 131  | 96   | 35   | 5    | 1    | 0    | 0    | 2    | 20   | 56    | 73   | 550  |
| Источник:                     |      |      |      |      |      |      |      |      |      |      |       |      |      |

## История
Название города Цумеб происходит от бушменского слова tsomsoub, означающего копать в земле большую дыру. Первыми жителями района нынешнего Цумеба были бушмены, открывшие в горах Отави месторождения меди, научившихся выплавлять из руды металл и наладивших торговлю им с жившими севернее племенами овамбо.
В первой половине XIX столетия в горный район Отави были организованы европейцами несколько экспедиций с тем, чтобы разведать путь и возможности промышленной добычи меди. Впрочем, эти попытки окончились неудачей. В 1893 году английская Компания Юго-Западной Африки получила право от колониальных властей Германской Юго-Западной Африки на разработку здесь медных месторождений, а в конце 1900 года первая партия добытой руды в повозках была отправлена в Свакопмунд (и оттуда в Европу).
Богатство обнаруженных месторождений, дававших не только медь, но и свинец, цинк и до 200 других редких минералов (например, здесь впервые был обнаружен минерал цумкорит, названный в честь разработчика местного месторождения, компании Tsumeb Corporation), потребовало строительства железной дороги от посёлка рудодобытчиков Цумеб до Свакопмунда. Строительство этой железной дороги, на которую в качестве рабочей силы насильно сгонялись местные гереро и овамбо, а также отчуждение под строительство земель местных племён, вызвало в 1904 году восстание гереро. Тем не менее, в 1906 году железная дорога была построена. В 1907 в Цумебе был проведён водопровод.
Во время Первой мировой войны на север колонии отступали отряды германских колониальных войск, а в Цумеб бежал последний немецкий губернатор Германской Юго-Западной Африки. К концу 1914 года города Цумеб, Гротфонтейн и Кораб, удерживаемые немцами, окружили до 60 тысяч южноафриканских солдат. После ожесточённых боёв 9 июля 1915 года германское командование подписало акт о капитуляции, однако перед этим немцы утопили в озере Очикото огромное количество своего вооружения. Лишь после окончания уже Второй мировой войны аквалангистам-любителям удалось поднять часть из этого оружия; ныне оно хранится в городском музее Цумеба.
В настоящее время, и особенно после получения Намибией независимости, значительная часть горнодобывающих и металлургических предприятий Цумеба переживают кризис.

## Города-побратимы
- Честерфилд, Великобритания
- Эльверум, Норвегия
- Текумсе[англ.], Канада
- Ланьчжоу, Китай
- Гверу, Зимбабве